# Edo Bertoglio
Edo Bertoglio (Lugano, 11 luglio 1951) è un fotografo e regista svizzero naturalizzato italiano.

## Biografia
Dopo il diploma di regia e montaggio al Conservatoire Libre du Cinema Francais di Parigi si trasferisce prima a Londra e poi a New York nel 1976 dove rimane stabilmente per quattordici anni. Ha lavorato come fotografo con Interview magazine di Andy Warhol e ha documentato la vita artistica e musicale dei personaggi della Downtown scene di New York degli anni settanta e ottanta, tra i quali Jean-Michel Basquiat, Deborah Harry, John Lurie. In quegli anni fu fidanzato con Maripol, la famosa stilista che co-produsse Downtown 81 assieme a Glenn O'Brien.
È rientrato a Lugano nel 1990 e oggi continua l'attività di fotografo e di regista di documentari. È sposato con Viviana Queirolo Bertoglio.
Ha diretto Downtown 81 e Face Addict. Sette sue opere sono conservate nel Museo cantonale d'arte di Lugano:
- Andy Warhol's Polaroid, 1978-2006, C-print su carta
- My Bike, 1989-2006, C-print su carta
- Edwige, 1981, fotografia b/n su carta
- Lisa Lyon, 1980, Fotografia b/n su carta
- Lounge Lizards, 1981, Fotografia b/n su carta
- Lower Est Side Skyline, 1979, Fotografia b/n su carta
- Wendy Whitelaw, 1979, Fotografia b/n su carta

## Filmografia
- Downtown 81 (1981)
- Face Addict (2005)